# Позднеев, Лев Владимирович
Лев Владимирович Позднеев (8 января 1909, Москва, Российская империя — 1970) — советский художник-мультипликатор, режиссёр и сценарист, поэт, автор стихов к нескольким мультипликационным фильмам.

## Биография
Творческую деятельность начал в 1931 году как художник-мультипликатор.
Одной из лучших работ, в которой Л. Поздеев выступил как автор сценария и художник-постановщик — мультфильм «Чудесница» (1957). В 1962 году в издательстве «Советская Россия» вышла книга «Чудесница» по мотивам мультфильма. Авторами указаны Лев Позднеев и Владимир Коркин.
Юрий Прытков, один из старейших художников-мультипликаторов студии «Союзмультфильм», вспоминает:

«Интересным человеком был художник Лев Позднеев. С его язычка иногда срывались очень острые каламбуры. Лёва написал несколько сценариев в стихотворной форме. По его сценарию был снят мультфильм „Чудесница“, где речь шла о кукурузе, любимой сельскохозяйственной культуре Н. С. Хрущёва. Особенно удался озорной эпизод с сорняками, блистательно выполненный мультипликатором Б. П. Дежкиным. Под блатной мотив сорняки лихо танцевали и пели».— М. Цибульский. Владимир Высоцкий в мультипликации
Ушёл из жизни в 1970 году

## Режиссёр
- 1954 — В лесной чаще
- 1954 — Подпись неразборчива
- 1954 — Здоровый образ жизни
- 1956 — Лесная история
- 1960 — Мук (Мультипликационный Крокодил № 1)

## Сценарист
- 1957— Чудесница
- 1958 — Три медведя
- 1960 — Мук (Мультипликационный Крокодил № 1)

## Художник-постановщик
- 1937 — Красная Шапочка
- 1953 — Ворона и лисица, кукушка и петух
- 1957 — Дитя солнца
- 1957 — Чудесница
- 1958 — Спортландия
- 1961 — Козлёнок

## Художник-мультипликатор
- 1937 — Сладкий пирог
- 1938 — Трудолюбивый петушок и беспечные мышки
- 1938 — Сказка о добром Умаре
- 1938 — Три мушкетёра
- 1939 — Мойдодыр
- 1941 — Лгунишка
- 1941 — Журнал Политсатиры № 2
- 1942 — Ёлка (Новогодняя сказка)
- 1943 — Краденое солнце
- 1946 — У страха глаза велики
- 1947 — Белое золото (Хлопок)
- 1948 — Новогодняя ночь
- 1948 — Чемпион
- 1948 — Машенькин концерт
- 1949 — Мистер Уолк
- 1950 — Кто первый?
- 1951 — Друзья товарищи
- 1955 — Заколдованный мальчик

## Автор стихов
- 1951 — Друзья товарищи

## Автор текста песен (стихов)
- 1951 — Таёжная сказка
- 1952 — Зай и Чик
- 1952 — Волшебная птица
- 1956 — Лесная история
- 1956 — Пирожок
- 1958 — Спортландия
- 1958 — Три медведя

## Ассистент
- 1939 — Таёжные друзья